# Otomops
Otomops är ett släkte av fladdermöss som ingår i familjen veckläppade fladdermöss.

## Beskrivning
Dessa fladdermöss blir 60 till 103 mm långa (huvud och bål) och har en 30 till 50 mm lång svans. Underarmarna är 49 till 70 mm långa. Vikten noterades bara för enskilda individer som var mellan 25 och 36 g tunga. Pälsen har främst en rödbrun, ljusbrun eller mörkbrun färg. Hos flera arter finns ett grått område bakom huvudet. Öronen är med en längd på 25 till 40 mm påfallande stora. De är sammanlänkade med en hudremsa. Ibland förekommer en säckformig körtel på strupen.
Individerna vilar i grottor, i trädens håligheter eller i gömställen som skapades av människan. Vanligen sover de ensam eller i små flockar. Ibland bildas större kolonier med några hundra medlemmar. Parningstiden är beroende på art och utbredning. Honor föder en unge per kull.
De mera kända arterna jagar nattfjärilar och andra insekter med hjälp av ekolokalisering. Troligen har de andra arterna samma beteende.

## Arter
Arter enligt Wilson & Reeder (2005) samt IUCN:
- Otomops formosus, västra Java.
- Otomops johnstonei på Alor Island, Indonesien.
- Otomops madagascariensis på Madagaskar.
- Otomops martiensseni, centrala Afrika.
- Otomops papuensis, östra Nya Guinea.
- Otomops secundus, på Nya Guinea.
- Otomops wroughtoni, södra Asien.

En population som hittades i Filippinerna har oklar taxonomisk status.